# Elaphria statiuncula
Elaphria statiuncula är en fjärilsart som beskrevs av Heinrich Benno Möschler 1880. Elaphria statiuncula ingår i släktet Elaphria och familjen nattflyn. Inga underarter finns listade i Catalogue of Life.